# Кадук сунський
Кадук сунський (Myrmotherula sunensis) — вид горобцеподібних птахів родини сорокушових (Thamnophilidae). Мешкає в Південній Америці.

## Опис
Довжина птаха становить 9 см. Самець сірий, крила темно-сірі, хвіст, горло і груди чорні. На покривних перах крил білі плямки, між крилами біла пляма. Верхня частина тіла самиця охриста-коричнева або сірувато-коричнева, нижня частина тіла кольору кориці, кінчики крил коричнюваті.

## Підвиди
Виділяють два підвиди:
- M. s. sunensis Chapman, 1925 — південь центральної Колумбії (східні схили Анд в департаментах Мета і Путумайо), Еквадор (Сукумбіос, Напо, Пастаса);
- M. s. yessupi Bond, J, 1950 — схід центрального Перу (Уануко, Паско), південний захід бразильської Амазонії (долини річок Журуа і Жаварі).

## Поширення і екологія
Сунські кадуки фрагментарно поширені на східних схилах Анд. Це рідкісний вид птахів, який мешкає в підліску і середгьому ярусі гірських тропічних лісів, а також у варзейських лісах на висоті до 900 м над рівнем моря.

## Поведінка
Харчуються комахами і павуками, яких ловлять на деревах на висоті від 1 до 7 м над землею. Сунські кадуки часто приєднуються до змішаних зграй птахів.